# Nicolas Ardouin

Nicolas Ardouin (nascido em 7 de Fevereiro de 1978 em La Rochelle, França) é um futebolista francês que atualmente joga pelo Deportivo Alavés na Segunda División espanhola. Atua como goleiro.